# John A. Alonzo
John A. Alonzo (* 12. Juni 1934 in Dallas, Texas; † 13. März 2001 in Brentwood (Kalifornien)) war der erste US-amerikanische Kameramann mexikanischer Abstammung, der Mitte der 1960er Jahre in die Gewerkschaft der Kameramänner in Hollywood und in die renommierte American Society of Cinematographers (ASC) aufgenommen wurde.
Er gilt als einer der Vorreiter der Hand-Held-Kamera im New Hollywood und als einer der Pioniere der High-Definition-Kinematografie.

## Leben
John Alonzos Karriere begann als Putzkraft bei dem Fernsehsender WFAA in Dallas. Schon nach kurzer Zeit machte er sich unabkömmlich, baute Dekorationen, hängte Lichter auf, schwenkte Kameras und führte Regie bei Kochshows und Kindersendungen. Schließlich wurde er zusammen mit dem Schauspieler Hank Williamson ein populäres Moderationsduo.
John Alonzo wurde zum Puppenspieler und kreierte Senor Turtle, der im Zusammenspiel mit Williamson Filme ansagte und dabei freche Witze riss. Die Show ging 1956 zum Fernsehsender KHJ nach Los Angeles in Kalifornien, wo sie allerdings nach 26 Wochen abgesetzt wurde. Alonzo schlug sich für einige Zeit als Schauspieler und Fotograf durch und hatte Auftritte in bekannten Fernsehserien wie Twilight Zone, Combat!, 77 Sunset Strip oder Alfred Hitchcock Presents. Während der Dreharbeiten zu dem Western Die glorreichen Sieben (1960), in dem John Alonzo eine kleine Rolle hatte, begegnete er dem Kameramann Charles Lang. Diese Begegnung, sowie einige Jahre später eine kurze Zusammenarbeit mit dem Kameramann James Wong Howe, gaben den endgültigen Anstoß für Alonzo, sich der Kameraarbeit zu widmen.
In den 1960er Jahren drehte er eine Reihe von Dokumentationen für National Geographic und die David L. Wolper Company. Sein unkomplizierter und minimalistischer Stil, gepaart mit seinen Erfahrungen als Schauspieler machten ihn zu einem der gefragtesten Kameramänner Amerikas.
Er galt nicht nur als einer besten „Hand-Held“-Kameramänner Hollywoods, auch sein Engagement in der digitalen Aufnahmetechnik machte ihn zu einem Vorreiter. So drehte er 1993/1994 den ersten HD-Film in der Geschichte des US-amerikanischen Fernsehens (World War 2 – When Lions Roared, NBC).
2001 verstarb John A. Alonzo nach langer Krankheit in seinem Haus in Brentwood (Kalifornien). Für viele Kameramänner galt der schon zu Lebzeiten als Legende angesehene Alonzo als Quelle der Inspiration. Der vielleicht bekannteste Schüler John Alonzos ist der Kameramann und zweifache Oscar-Gewinner John Toll, der mehrere Jahre als sein Assistent an Filmen wie Schwarzer Sonntag, Norma Rae – Eine Frau steht ihren Mann, Ich, Tom Horn und Scarface mit ihm arbeitete.

## Nachlass
2007 veröffentlichte Autorenfilmer Axel Schill einen Dokumentarfilm mit dem Titel The Man Who Shot Chinatown – Der Kameramann John A. Alonzo. Der Film beschäftigt sich mit dem Leben und Wirken von John A. Alonzo und zeigt u. a. auf, wie er aufgrund seiner mexikanischen Abstammung Opfer von Diskriminierungen wurde. Der 77-minütige Film bietet eine umfassende Hommage an John A. Alonzo.

## Auszeichnungen
- 1965 The Legend of Jimmy Blue Eyes: Oscar-Nominierung als bester Kurzfilm
- 1975 Chinatown: Oscar-Nominierung für Beste Kamera; Nominierung für den Britischen Filmpreis für die Beste Kamera
- 1994 World War 2 – When Lions Roared: Emmy-Nominierung für „Outstanding Achievement in Cinematography for a Mini-Series or a Special“
- 1999 Meyer Lansky – Amerikanisches Roulette (Lansky): im Jahre 2001 Emmy-Nominierung für „Outstanding Cinematography for a Miniseries or a Movie“
- 2000 Fail Safe – Befehl ohne Ausweg (Fail-Safe): Emmy „Award Outstanding Lighting Direction shared with Kim Killingsworth“

## Filmografie
- 1961: A Rainbow in the Sand (Kurzfilm)
- 1964: Treffpunkt für zwei Pistolen (Invitation to a Gunfighter)
- 1964: The Legend of Jimmy Blue Eyes (Kurzfilm)
- 1965: Revolution in your Time (doc.) (TV)
- 1965: Mayhem on a Sunday (Second Unit Camera) (Dokumentation) (TV)
- 1965–1966: National Geographics Specials (Dokumentation, 4 Folgen) (TV)
- 1966–1968: World of Animals (Dokumentation) (TV)
- 1967: The Big Land (Dokumentation) (TV)
- 1967: A Nation of Immigrants (Dokumentation) (TV)
- 1967: Do blondes have more fun?? (Dokumentation) (TV)
- 1967: Undersea World of Jacques Cousteau (Dokumentation) (TV)
- 1968: Sophia: A Self-Portrait (TV)
- 1968: San Sebastian 1746 in 1968 (Dokumentation) (TV)
- 1968: Wild in den Straßen (Deuces Wild)
- 1969: The Moviemakers
- 1970: Bloody Mama
- 1971: Fluchtpunkt San Francisco (Vanishing Point)
- 1971: Hilfe, ich habe Erfolg (Get to know your Rabbit)
- 1971: Harold und Maude (Harold and Maude)
- 1971: Der Stich ins Wespennest (Cannon) (TV)
- 1971: Revenge (TV)
- 1972: Um drei Uhr geht die Bombe hoch (Visions) (TV)
- 1972: Das Jahr ohne Vater (Sounder)
- 1972: Lady Sings the Blues
- 1972: Wattstax
- 1972: Peter und Tillie (Pete’n' Tillie)
- 1973: The Voyage of the Eyes (TV)
- 1973: Hit!
- 1973: Guess who is sleeping in my bed (TV)
- 1973: The Naked Ape
- 1973: Chinatown
- 1974: Abschied von einer Insel (Conrack)
- 1975: Einmal ist nicht genug (Once is not Enough)
- 1975: Mitgiftjäger (The Fortune)
- 1975: Fahr zur Hölle, Liebling (Farewell, My Lovely)
- 1976: Look what happened to Rosemary's Baby (TV)
- 1976: Ich will, ich will... vielleicht (I will, I will… For Now)
- 1976: Die Bären sind los (The Bad News Bears)
- 1977: Schwarzer Sonntag (Black Sunday)
- 1977: Beyond Reason
- 1977: Wie geht's aufwärts (Which Way is Up?)
- 1977: Unheimliche Begegnung der dritten Art (Close Encounters of the third Kind), (Additional Cinematography)
- 1978: Der Champion (Casey’s Shadow)
- 1978: Der Schmalspurschnüffler (The Cheap Detective)
- 1978: FM (Regie)
- 1979: Portrait of a Stripper (Regie)
- 1979: Norma Rae – Eine Frau steht ihren Mann (Norma Rae)
- 1979: Champions – A Love Story (Regie)
- 1980: Ich, Tom Horn (Tom Horn)
- 1980: Die Königin der Banditen (Belle Star) (Regie) (TV)
- 1981: Nebenstraßen (Back Roads)
- 1981: Zorro mit der heißen Klinge (Zorro, the gay Blade)
- 1982: Blinded by the light (Regie) (TV)
- 1982: The Kid from Nowhere (TV)
- 1983: Das fliegende Auge (Blue Thunder)
- 1983: Scarface
- 1983: Cross Creek
- 1984: Terror im Parkett (Terror in the Aisles)
- 1984: Eine starke Nummer (No Small Affair)
- 1984: Runaway – Spinnen des Todes (Runaway)
- 1985: Out of Control
- 1986: Nothing in Common – Sie haben nichts gemeinsam (Nothing in Common)
- 1986: Jo Jo Dancer – Dein Leben ruft (Jo Jo Dancer, Your Life Is Calling)
- 1987: Overboard – Ein Goldfisch fällt ins Wasser (Overboard)
- 1987: Wahre Männer (Real Men)
- 1988: Roots – Das Geschenk der Freiheit (Roots: The Gift)
- 1988: Knightwatch (TV)
- 1989: Magnolien aus Stahl (Steel Magnolias)
- 1989: Die Anwältin (Physical Evidence)
- 1990: Navy Seals – Die härteste Elitetruppe der Welt (Navy Seals)
- 1990: Internal Affairs – Trau’ ihm, er ist ein Cop (Internal Affairs)
- 1990: Das Kindermädchen (The Guardian)
- 1992: Housesitter – Lügen haben schöne Beine (Housesitter)
- 1992: Cool World
- 1993: Meteor Man (The Meteor Man)
- 1994: World War 2 – When Lions Roared (TV)
- 1994: Das kleine Scheusal (Clifford)
- 1994: Star Trek: Treffen der Generationen (Star Trek Generations)
- 1995: Mississippi - Fluss der Hoffnung (The Cure)
- 1995: Die Grasharfe (The Grass Harp)
- 1998: Letters from a Killer
- 1999: Meyer Lansky – Amerikanisches Roulette (Lansky) (TV)
- 2000: The Dancing Cow (Kurzfilm)
- 2000: Fail Safe – Befehl ohne Ausweg (Fail Safe) (TV)
- 2000: The Prime Gig

## Filmdokumentationen
- 2007 The Man Who Shot Chinatown – The Life and Work of John A. Alonzo, Dokumentation Deutschland/England/USA 77 min[8]
- 2003 Scarface: Acting DVD Bonus (John Alonzo als er selbst)
- 2003 Scarface: Creating DVD Bonus (John Alonzo als er selbst)
- 2002 The 74th Annual Academy Awards TV Memorial Tribute
- 2000 Guns for Hire – The Making of the Magnificant Seven, Dokumentation TV (John Alonzo als er selbst)
- 1998 The Making of Scarface Dokumentation VIDEO (John Alonzo als er selbst)
- 1992 Visions of Light, Dokumentation USA/Japan 90 min (John Alonzo als er selbst)